# Carlo Munier
Carlo Gennaro Pasquale Munier (Napoli, 15 luglio 1859 – Firenze, 10 febbraio 1911) è stato un mandolinista e compositore italiano.
Strumentista di riconosciuto valore, sposò dapprima Luisa De Fonseca (da cui rimase vedovo in giovane età) e poi Armida Bastianini, con la quale ebbe due figlie, Luisa ed Elena.

## Biografia

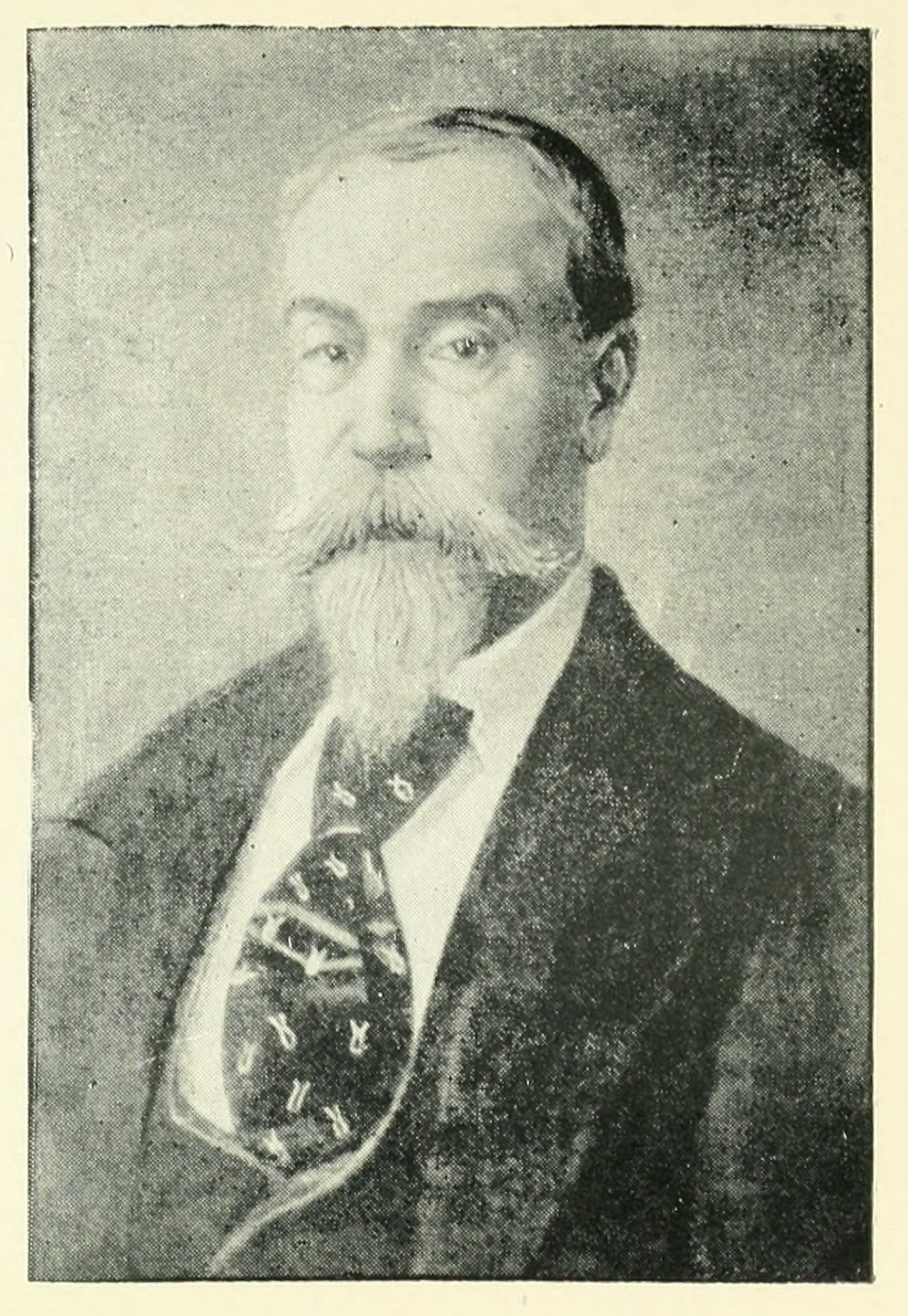
Pasquale Vinaccia

Rimasto orfano dei genitori da piccolo, fu affidato alle cure del nonno materno Pasquale Vinaccia, noto liutaio partenopeo - discendente da un'antica e celebre famiglia di liutai - da cui il giovane assimilò la passione per la musica. Conseguita la licenza elementare, dopo avere svolto svariati deludenti lavori, cominciò a frequentare con assiduità la bottega del nonno, acquisendo familiarità con gli strumenti presenti nel laboratorio dei Vinaccia, in particolare col mandolino.
Deciso a padroneggiare lo strumento musicale, Munier ne iniziò lo studio sistematico sotto la guida del maestro di mandolino e di chitarra Carmine De Laurentis; e a quindici anni cominciò a studiare pianoforte e armonia e composizione, ottenendo, appena diciannovenne, il diploma di pianoforte e composizione presso il Conservatorio di San Pietro a Maiella. Nel frattempo, assieme alle esecuzioni pubbliche, si impegnò nelle composizioni di lavori originali e negli arrangiamenti di popolari opere liriche. Uno di essi, la strumentazione de I puritani composto per mandola, pianoforte e due mandolini, fu dedicato dal musicista alla Regina Margherita di Savoia.

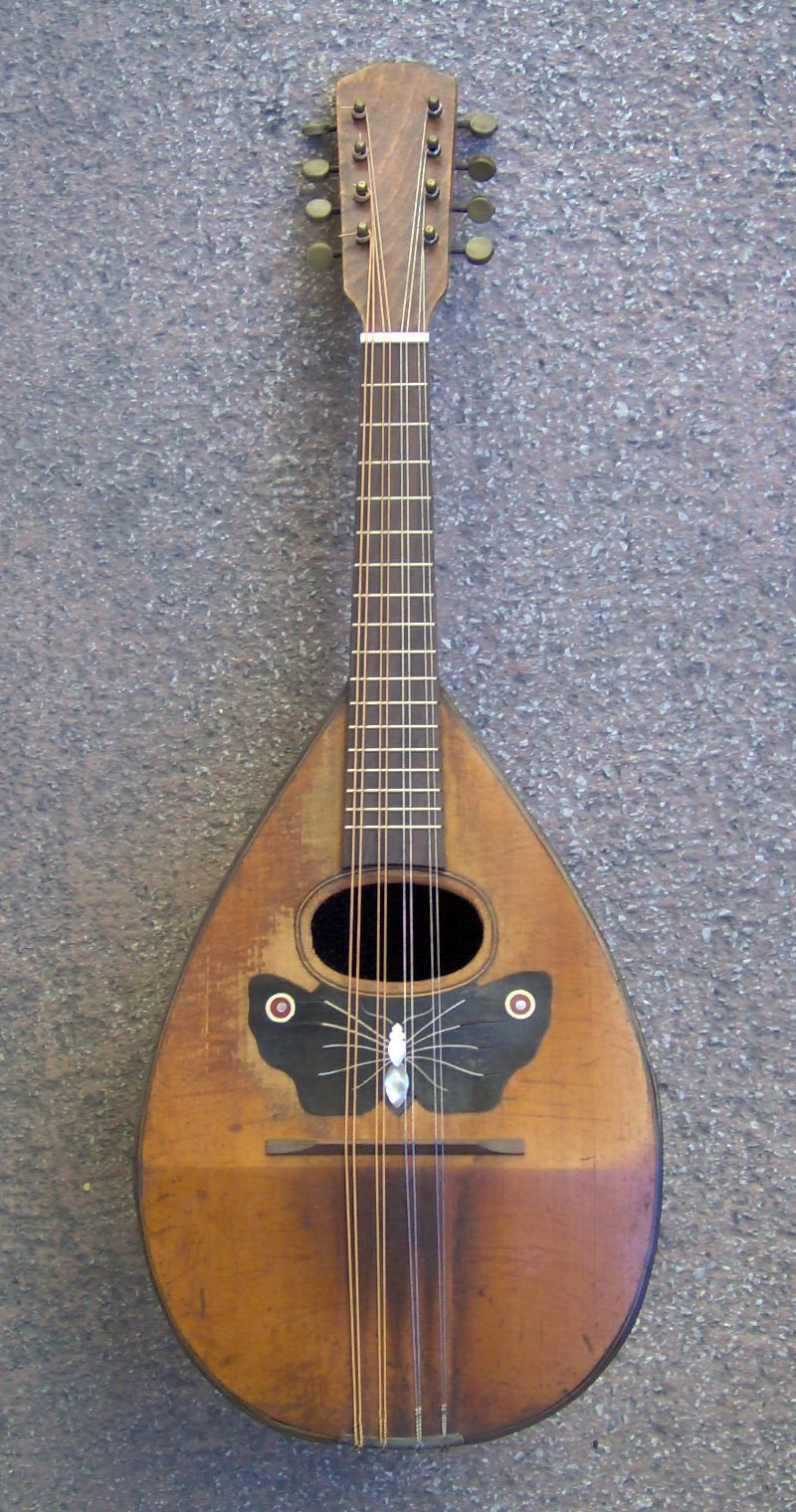
Mandolino

In breve, Munier raggiunse il livello di un virtuoso del mandolino e di valido esecutore di altri strumenti. Nel 1881 venne accolto negli ambienti musicali di Firenze, che ne riconobbero l'ampia cultura artistica e la competenza strumentale; e che videro la formazione di un quartetto composto da Munier al liuto e alla direzione artistica, Luigi Bianchi e Guido Bizzarri ai mandolini e Riccardo Matini alla mandola. Con questa formazione, il musicista riscosse successi in tutt'Italia, ottenendo anche premi prestigiosi e l'affiliazione al “Regio Circolo Mandolinistico Regina Margherita” di Firenze. Nel 1909, in un concerto del quartetto al castello di Sommariva, perfino il re Vittorio Emanuele III espresse personalmente il suo grande apprezzamento per la virtuosità di Munier in occasione dell'esecuzione della Mazurka di concerto e Preludio in Re maggiore, entrambe composizioni del musicista.
Munier ebbe anche rapporti artistici con la Francia nel suo viaggio del 1911 ad Antibes e nel soggiorno a Marsiglia col mandolinista Laurent Fantauzzi. Quello stesso anno, nel febbraio fu colpito da un ictus che lo condusse in brevissimo tempo alla morte. Attraverso una raccolta organizzata da una pubblicazione specializzata venne raccolta una somma per una targa in memoria del musicista.

## Opere
Del musicista ci rimangono 350 lavori. Alcuni di essi riguardano la realizzazione di un manuale di mandolino, pubblicato in tre lingue e corredato da un prontuario per la ginnastica delle dita delle mani; e di un manuale per lo studio della chitarra che ebbe molta fortuna. Poi una raccolta di trascrizioni da brani celebri, un'altra di arrangiamenti per tre mandolini e un gran numero di sue creazioni originali per quartetto a plettro. Munier compose anche l'opera Elegia, in memoria della moglie Luisa De Fonseca scomparsa in giovane età.